# Прошкуратова, Тамара Сергеевна
Тамара Сергеевна Прошкуратова (род. 23 августа 1958) — учительница Драбовской общеобразовательной школы имени С. В. Васильченко (Черкасская область), Герой Украины (2001).
Руководитель научно-творческой лаборатории «Поиск».

## Биография
Родилась 23 августа 1958 года в с. Золотоношка Драбовского района Черкасской области. Украинка.
Окончила:
- Переяслав-Хмельницкое педагогическое училище (1977);
- Черкасский государственный педагогический институт, филологический факультет (1983), «Русский язык и литература».

С 1977 года — учитель в Драбовской школе им. С. В. Васильченко.
Народный депутат Украины 4 созыва 2002—2006 от СДПУ.
Автор брошюры «Интегрированные задачи украинского языка и народознания» (1995), а также пособия «Тропинка» для 1−4 классов (1998) и статей.

### Семья
- Отец — Левченко Сергей Иванович (ум. 1959).
- Отчим — Криворучко Михаил Александрович (1936—2000).
- Мать — Нина Ивановна (род. 1934).
- Муж — Михаил Николаевич (1951—1987).
- Сын — Алексей (род. 1985).

## Награды и премии
- Герой Украины (21.08.2001, за выдающиеся личные заслуги перед Украинским государством в развитии национального образования, разработка и внедрение современных методов учебно-воспитательного процесса).
- Заслуженный учитель Украины (1998).
- Отличник народного образования Украины (1984).